# Sonoita (Sonora)
Sonoita (auch Sonoyta) ist Hauptstadt des Municipio General Plutarco Elías Calles im mexikanischen Bundesstaat Sonora. Sie liegt gegenüber von Lukeville in Arizona, USA. Sie hat 12849 Einwohner (Stand 2010) und liegt auf 400 Metern Höhe. Westlich von Sonoita liegt Gran Desierto de Pinacate.

## Geschichte
1694 gründeten die Jesuiten unter Eusebio Francisco Kino die Mission "San Marcelo de Sonoyta". In der Nacht vom 21. auf den 22. November 1751 wurde die Mission während eines Aufstandes der Pima-Indianer zerstört. Der Jesuitenpater Heinrich Ruhen ist bei diesem Überfall getötet worden. Erst fünf Jahre später, 1756, konnte sein Leichnam geborgen und von dem Missionar Ignaz Pfefferkorn beigesetzt werden. Die Mission wurde nicht wiedererrichtet. Erst 1771 konnte wieder regelmäßig ein christlicher Gottesdienst abgehalten werden. Zum 250. Todestag von Ruhen erbaute der Borsumer "Freundeskreis Pater Heinrich Ruhen" eine Gedächtniskapelle in Sonoita. 2006 erhielt die Kapelle eine Ausstattung mit sakralen Kunstwerken des Malers und Bildhauers Werner Schubert-Deister. In Borsum, dem Geburtsort von Ruhen, erinnert ein "Sonoyta-Platz" an die Stadt.